# Miłkowa
Miłkowa (historyczne nazwy: 1379 – Mylcova, 1398 – Milcowa, 1486 – Mylkova, 1529 – Mylkow, Milkowa) – wieś w Polsce, położona w województwie małopolskim, w powiecie nowosądeckim, w gminie  Korzenna. W latach 1975–1998 miejscowość administracyjnie należała do województwa nowosądeckiego. Obecnie wieś liczy ponad 600 mieszkańców.

## Integralne części wsi Miłkowa[5][6]
| SIMC    | Nazwa      | Rodzaj    |
| ------- | ---------- | --------- |
| 0436157 | Kawiory    | część wsi |
| 0436163 | Krzywda    | część wsi |
| 0436170 | Podmiłkowa | część wsi |
| 0436186 | Porąbka    | część wsi |
| 0436192 | Sikornik   | część wsi |

## Położenie geograficzne
Miłkowa jest położona w okolicy Jeziora Rożnowskiego i Beskidu Sądeckiego, w regionie Pogórza Rożnowskiego, które rozciąga się pomiędzy dolinami rzek Dunajec i Biała. Najwyższymi wzniesieniami w okolicy jest Dąbrowska Góra (583 m) i leżąca w granicach Miłkowei Kobylnica  (579 m): całkowicie odkryte, niezalesione, pokryte polami uprawnymi wzniesienie Pogórza Rożnowskiego, uchodzace za jeden z najlepszych punktów widokowych w tym rejonie.

## Historia
Istotne wzmianki o Miłkowej w dokumentach XV i XVI w. przedstawione są pod hasłem Miłkowa w "Słowniku historyczno-geograficznym ziem polskich w średniowieczu". Miłkowa była lokowana na prawie niemieckim przez króla Kazimierza Wielkiego w 1357 r. Od samego początku była to wieś rycerska pozostająca w rękach rodu pieczętującego się herbem Strzemię. Jej właściciel Stanisław z Korzennej wzmiankowany jest w latach 1383–1415. Jego potomkowie przyjęli nazwisko Korzeńscy np.: Mikołaj Korzeński (1420–1466) oraz jego synowie Piotr i Klemens, którzy wzmiankowani byli w latach 1464–1482
Jan Długosz w Liber Beneficiorum  (1470 -1480) podaje, że wieś należy do Parafii św. Andrzeja Apostoła w Siedlcach. W tym czasie właścicielem wsi był Klemens Korzeński. Od XIV wieku do roku 1772 wieś należała do powiatu sądeckiego.
W XVI wieku Miłkowa była podzielona na kilka drobnych części, których właścicielami była drobna szlachta zagrodowa. Potwierdza to "Rejestr poborowy z roku 1629". Właścicielem pierwszej części był Tobiasz Gostwicki, a dzierżawcą syn Bartłomieja – Przecław Miłkowski. Kolejne dwie cząstki wsi posiadał niejaki Jan Siemek, ale części te dzierżawił Walenty Tymowski rajca grybowski. Czwartą część trzymał Mateusz Miłkowski. Część piątą i szóstą posiadał Jan Miłkowski.
W roku 1680 Miłkowa była nadal mocno podzielona, ale prawie wszystkie części skupił w swoim ręku Jan Miłkowski. Do niego należała dawna część pierwsza, druga oraz trzecia i czwarta odkupiona od Jana i Kaspra Siemków oraz część szósta. Część piąta należała do Mateusza Miłkowskiego.  
W XVI wieku wieś dzielono na dwie części Miłkową Wyżną i Miłkową Niżną. Według Maurycego Maciszewskiego, autora hasła "Miłkowa" w Słowniku geograficzny Królestwa Polskiego i innych krajów słowiańskich, końcu XIX wieku właścicielem majątku w Miłkowej był Gustaw Siemiński. Jego posiadłość obejmowała: 297 morgów gruntów ornych, 11 morgów łąk, 80 morgów pastwisk oraz 43 morgi lasu. Chłopi w tym czasie gospodarowali na 218 morgach gruntów ornych, 22 morgach łąk i 83 morgach pastwisk. Wieś liczyła 380 mieszkańców.

### Historyczna liczba mieszkańców Miłkowej
Na podstawie dostępnych "online" w elektronicznej bibliotece KUL Schematyzmów Diecezji Tarnowskiej można prześledzić liczbę katolików podawaną przez proboszczów z Siedlec. Poniższa tabela ilustruje dynamikę wzrostu w latach od 1855 do 1939 r.
| Rok  | Liczba mieszkańców |
| 1855 | 187                |
| 1861 | 229                |
| 1865 | 257                |
| 1870 | 251                |
| 1875 | 256                |
| 1880 | 585                |
| 1894 | 336                |
| 1902 | 338                |
| 1939 | 536                |

W porównaniu z innymi miejscowosciami w Gminie Korzenna (Janczowa, Trzycierz, Siedlce), liczba mieszkańców Miłkowej jest wyższa niż w czasach przedwojennych.

## Szkoła podstawowa
W Miłkowej działa Szkoła podstwowa im. Marii Konopnickiej.

## Dawna radiolokacyjna baza wojsk lotniczych w Miłkowej
W Miłkowej była zlokalizowana jednostka wojskowa, gdzie stacjonowała 362 Kompania Radiotechniczna obsługujaca radiolokacyjną bazę wojsk lotniczych. Baza została rozwiązana w 2006 roku. Od tego czasu Agencja Mienia Wojskowego wystawiła na sprzedaż teren po niej.  Stacja radarowa mieściła się na wzgórzu Kobylnica, które cechującym się świetną widocznością. Mozna zobaczyć z niego Jezioro Rożnowskie, Pieniny, Beskid Niski a przy dobrej pogodzie nawet Tatry.  Na terenie obiektu ukryty jest m.in. schron. W jego wnętrzu nie pozostało zbyt wiele: oryginalne instrukcje postępowania na wypadek skażenia radioaktywnego, elementy filtrów,  tablice pomiarowe. Na wzgórzu możemy znaleźć również wieżyczkę strażniczą, mini poligon i akumulatorownię.